# Новак Анатолій Юлійович
Анатолій Юлійович Новак (1909—1969) — радянський воєначальник, генерал-майор танкових військ (1944).

## Життєпис
Народився в місті Чита, нині — адміністративний центр Забайкальського краю Росії. Росіянин. У 1926 році закінчив семирічку та у 1927 році — 1 курс Новосибірського сільськогосподарського технікуму. Працював помічником слюсаря на електростанції. Член ВКП(б) з 1930 року.
До лав РСЧА вступив добровільно 1931 року. У 1932 році закінчив Саратовське бронетанкове училище.
З 4 травня 1932 року — командир взводу, а з 15 серпня того ж року — т.в.о. командира танкової роти моторизованого навчального батальйону 24-ї стрілецької дивізії; з 10 грудня 1932 року — командир броневзводу 4-го навчального танкового полку; з 12 жовтня 1933 року — т.в.о. командира окремої роти регулювання; з 2 лютого 1935 року — помічник командира окремої розвідувальної роти з технічної частини 4-ї механізованої бригади.
З жовтня 1936 по травень 1937 року перебував у службовому відрядженні в Іспанії. Учасник громадянської війни в Іспанії: ад'ютант командира танкової бригади, заступник командира групи, помічник начальника штабу танкової бригади, командир роти броньовиків.
З грудня 1937 року — викладач, з липня 1938 року — викладач водіння танків, з грудня 1939 року — старший викладач Саратовського бронетанкового училища. З лютого 1940 року — викладач техніки Харківського танкового училища.
У липні 1940 року призначений командиром батальйону 18-го танкового полку 9-ї танкової дивізії, з 28 листопада того ж року — помічник командира 18-го танкового полку з технічної частини. З 23 червня 1941 року — слухач Військової академії імені М. В. Фрунзе.
З 13 грудня 1941 року — в.о. начальника 1-го (оперативного) відділення автобронетанкового відділу (АБТВ) 57-ї армії Південного фронту, у квітні 1942 року затверджений на посаді. З квітня 1942 року — заступник командира 116-ї танкової бригади, з серпня того ж року — в.о. командира цієї бригади, у лютому 1943 року затверджений на посаді. З 25 жовтня 1943 року — в.о. командувача бронетанковими і механізованими військами (БТіМВ) 65-ї армії, у листопаді того ж року затверджений на посаді.
Після закінчення війни продовжив військову службу. З липня 1946 по листопад 1947 року навчався у Військовій академії імені М. В. Фрунзе, яку завершив з відзнакою. До березня 1948 року перебував у розпорядженні ГУК БТіМВ Радянської армії. З 14 березня 1948 року — командувач БТіМВ 39-ї армії Далекосхідного військового округу.
З грудня 1949 по грудень 1951 року — слухач Вищої військової академії імені К. Є. Ворошилова. З грудня 1951 року — командувач БТіМВ 25-ї армії Далекосхідного ВО. З квітня 1953 року — начальник штабу БТіМВ Далекосхідного ВО. З грудня 1953 року — командир 35-ї гвардійської механізованої дивізії в Одеському військовому окрузі. З 14 червня 1956 року — начальник Київського танко-технічного училища. З 17 травня 1960 року — помічник командувача військами з танкового озброєння, він же начальник Управління танкового озброєння Київського військового округу. З 6 лютого 1961 року — помічник командувача військами Київського ВО з танкових і автомобільних військ. З 27 січня 1962 року — помічник командувача з танкового озброєння, він же начальник відділу танкового озброєння Північної групи військ (Польща). З 27 липня 1963 року — помічник командувача з бронетанкової і автотракторної техніки Північної групи військ.
10 березня 1965 року генерал-майор танкових військ А. Ю. Новак вийшов у відставку. Мешкав у Києві, де й помер. Похований на Байковому кладовищі.

## Нагороди
- орден Леніна (30.12.1956);
- три ордени Червоного Прапора (01.02.1937, 04.02.1943, 19.11.1951);
- орден Кутузова 2-го ступеня (23.07.1944);
- два ордени Богдана Хмельницького 2-го ступеня (10.04.1945, 31.05.1945);
- орден Вітчизняної війни 1-го ступеня (03.06.1944);
- орден Червоної Зірки (05.11.1946);
- медаль «За бойові заслуги» (03.11.1944);
- хрест Грюнвальда III класу (ПНР, 1945);
- медаль «За Варшаву 1939-1945» (ПНР, 1945);
- медаль «За Одру, Нису і Балтику» (ПНР, 1945);
- інші медалі.

## Військові звання
- лейтенант (1932);
- капітан (Наказ НКО № 071 від 11.05.1938);
- майор (Наказ НКО № 0726 від 28.11.1939);
- підполковник (Наказ НКО № 02268 від 29.03.1942);
- полковник (Наказ НКО № 0775 від 16.02.1943);
- генерал-майор танкових військ (Постанова РНК № 1540 від 02.11.1944).